# رانجینی خوزه
رانجینی خوزه (زاده ۴ آوریل ۱۹۸۴) یک خواننده هندی است که به زبان‌های مالایالام، تامیل، تلوگو، کانادا و هندی خوانده‌است. او در بیش از ۲۰ سال فعالیت حرفه ای، در بیش از ۲۰۰ فیلم آواز خواند.
رنجینی در ۴ آوریل ۱۹۸۴ در چنای به دنیا آمد. او در چنای بزرگ شد و پس از چند سال به کوچی نقل مکان کرد. رانجینی تحصیلات خود را در سه مدرسه مختلف انجام داد، پارک کلیسای قلب مقدس در چنای، مدرسه عمومی MET در پرومباوور و بهاوانس ویدیا ماندیر، الاماککارا.